# باول هنري
باول هنري (بالإنجليزية: Paul Henry)‏ (28 يناير 1988 بليفربول في المملكة المتحدة - ) هو لاعب كرة قدم بريطاني في مركز الوسط. لعب مع ذا نيو سينتس ونادي ترانمير روفرز لكرة القدم ونادي مارين ‏ ونادي ويتون ألبيون ونورثويتش فيكتوريا.

## وصلات خارجية
- باول هنري على موقع قاعدة بيانات كرة القدم.إي يو (الإنجليزية)
- باول هنري على موقع Soccerbase.com (لاعب) (الإنجليزية)